# Stadionul Motorul (Oradea)
Stadionul Motorul – stadion piłkarski w Oradei, w Rumunii. Obiekt może pomieścić 1000 widzów i znajduje się obok cerkwi Narodzenia Matki Bożej. Stadion dawniej służył treningom i rozgrywaniu meczów sparingowych przez piłkarzy klubu Bihor Oradea, obecnie w podobnej formie wykorzystywany jest przez drużynę CA Oradea. W przeszłości (do czasu rozwiązania zespołu w 2012 roku) swoje spotkania rozgrywały na nim piłkarki klubu Motorul Oradea, trzykrotne zwyciężczynie ligi rumuńskiej. W 2020 roku Rada Miasta Oradea zatwierdziła plan modernizacji obiektu i budowy obok stadionu kilku dodatkowych boisk treningowych.